# Franz Neugebauer
Franz Neugebauer (1847 - 1924) byl rakouský a český politik německé národnosti, v letech 1908 až 1919 starostou Lanškrouna.
Podílel se na oslavách 60. výročí nástupu na trůn Františka Josefa. Za jeho starostování byl v Dolním Třešňovci otevřen sirotčinec, založena pobočka Národní jednoty severočeské. V roce 1909 na Lanškroun dopadla velká povodeň, která zaplavila více než 200 domů. Přibývalo mnoho obchodů. Lanškroun byl železniční vlečkou napojen na trať Lanškroun-Rudoltice. Na Střelnici byl postaven velký taneční a divadelní sál.